# 1-й Красногорский партизанский отряд
1-й Красногорской партизанский отряд был формирован войсковым старшиной Алексеем Жуковым, в станице Красногорской в начале 1918 года в преддверии набега на занятый Красной Гвардией Оренбург 4 апреля 1918 года. Сам атаман Дутов в это время вёл бои с большевиками в пределах 2-го войскового округа, соответственно выступление верхних станиц (лежащих по реке Уралу и реке Сакмаре выше Оренбурга) в первом войсковом отделе под руководством войскового старшины Николая Лукина стало для большевистских отрядов полной неожиданностью. В ходе набега на Оренбург 4 апреля, после упорного боя город был взят, но слабо вооружённые станичные отряды не смогли удержать город и отступили.
Уже в мае 1918 года отряд возглавил прибывший в январе 1918 года по приказу атамана А. И. Дутова, Разумник П. Степанов. Вместе с ним прибыл дивизион (из 4-й и 6-й сотен) 1-го Оренбургский казачьего полка Сам Жуков был назначен командиром 1-го партизанского отряда сводной казачьей дивизии.

## В составеОренбургской отдельной армии
Основу офицерских и нижних чинов составляли выходцы из Оренбургской, Воздвиженской, Красногорской, Сакмарской, Каменоозерной, Гирьяльской, Ильинской и других станиц 2-го полкового округа 1-го войскового округа Оренбургского казачьего войска. Соответственно впоследствии, исходя из предвоенного принципа формирования войсковых частей, на основе Красногорского отряда вновь развернуты 1-й Оренбургский и 4-й Оренбургский казачьи полки в составе 1-й Оренбургской казачьей бригады Оренбургской отдельной армии численностью в 900 шашек.
По состоянию на 25 октября 1919 год — 1-я Оренбургская казачья бригада насчитывала 700 шашек при 4 лёгких орудиях. В марте 1920 года остатки бригады в составе Оренбургского отряда генерала Бакича перешли китайскую границу и были интернирован в Синьцзяне.

## Командиры
- войсковой старшина Жуков, Алексей Константинович (март—апрель 1918 года)
- генерал-майор Степанов, Разумник Петрович (с мая 1919 года командир 1-й отдельной Оренбургской казачьей бригады)
- полковник Замятин, Матвей Иванович (в 1919 году командир 1-й бригады Оренбургской казачьей дивизии)